# Tauxigny
Tauxigny est une ancienne commune française du département d'Indre-et-Loire, en région Centre-Val de Loire.
Le 1er janvier 2018, elle est devenue une commune déléguée au sein de la commune nouvelle de Tauxigny-Saint-Bauld.

## Géographie
La commune est desservie par la gare de Courçay - Tauxigny.

## Histoire

### Toponymie
Bas latin Talsiniacus. Gentilice Telesinus, formé sur Telesia, traité comme Telesinius, et suffixe de possession acus.

Talsiniacus, 775 (Diplomata Karolinorum, I, n° 97, éd. Mühlbacher, M.G.H., Berlin, 1906) ; Villa quae dicitur Talsiniacus, vers 790 (Bibliothèque nationale de France-Dom Martène, Amplissima collection, t. I, n° 33, diplôme de Charlemagne) ; Et villam quam praedictus Albinus de rebus Sancti Martini quae dicitur Talsiniacus, eidem locum adjunxit, 820 (Cartualaire de Cormery, charte 7) ; Petrus dictus Pineau, de parrochia de Tauxineio, 1247 (Archives Nationales-JJ 274, Querimoniae Turonum, n° 244) ; Taxigny, 1283 ; Tauxigneyum, 1338 (cartulaire de Cormery) ; Tauxigny, XVIIIe siècle (carte de Cassini).

### Héraldique
| Blason de Tauxigny | Les armes de Tauxigny se blasonnent ainsi : D'argent à la colline de sinople chargé en pointe d'une trangle ondée d'argent, au bourdon au pied fiché de gueules brochant sur le tout, accompagné d'un franc-canton dextre burelé d'argent et de gueules de huit pièces et d'un franc-canton senestre mi-parti au I d'or à l'aigle bicéphale de sable, au II d'azur aux trois fleurs de lys d'or et à l'épée renversée d'argent brochant sur la partition. |

## Politique et administration
Délimitation envisagée de Tauxigny d’avec Dolus-le-Sec et Saint-Branchs, 1827 (Archives Nationales-F 2 II Indre-et-Loire 2). Par la loi du 15 avril 1833, Courçay cède à Tauxigny 5 maisons de la Brosse, 3 maisons de la Haute-Brosse et la Hubaillerie ; en échange, Tauxigny abandonne à Courçay 2 enclaves contenant 14 ha 50 ca et la métairie de Toizay.

| Période                                  | Période   | Identité         | Étiquette | Qualité     |
| ---------------------------------------- | --------- | ---------------- | --------- | ----------- |
| mars 1971                                | mars 2001 | Claudette Oligo  |           |             |
| mars 2001                                | mars 2014 | André Audurier   |           |             |
| mars 2014                                | En cours  | Jean-Louis Robin | DVD       | Agriculteur |
| Les données manquantes sont à compléter. |           |                  |           |             |

## Démographie
L'évolution du nombre d'habitants est connue à travers les recensements de la population effectués dans la commune depuis 1793. Pour les communes de moins de 10 000 habitants, une enquête de recensement portant sur toute la population est réalisée tous les cinq ans, les populations de référence des années intermédiaires étant quant à elles estimées par interpolation ou extrapolation. Pour la commune, le premier recensement exhaustif entrant dans le cadre du nouveau dispositif a été réalisé en 2006.

En 2015, la commune comptait 1 403 habitants, en évolution de +13,15 % par rapport à 2009 (Indre-et-Loire : +1,67 %, France hors Mayotte : +2,11 %).
| 1793  | 1800  | 1806  | 1821  | 1831  | 1836  | 1841  | 1846  | 1851  |
| ----- | ----- | ----- | ----- | ----- | ----- | ----- | ----- | ----- |
| 1 180 | 1 274 | 1 238 | 1 215 | 1 308 | 1 377 | 1 311 | 1 384 | 1 335 |

| 1856  | 1861  | 1866  | 1872  | 1876  | 1881  | 1886  | 1891  | 1896  |
| ----- | ----- | ----- | ----- | ----- | ----- | ----- | ----- | ----- |
| 1 362 | 1 311 | 1 274 | 1 242 | 1 248 | 1 230 | 1 209 | 1 172 | 1 148 |

| 1901  | 1906  | 1911  | 1921  | 1926  | 1931  | 1936  | 1946 | 1954 |
| ----- | ----- | ----- | ----- | ----- | ----- | ----- | ---- | ---- |
| 1 150 | 1 159 | 1 147 | 1 026 | 1 064 | 1 030 | 1 017 | 986  | 990  |

| 1962 | 1968 | 1975 | 1982 | 1990 | 1999  | 2006  | 2011  | 2015  |
| ---- | ---- | ---- | ---- | ---- | ----- | ----- | ----- | ----- |
| 896  | 819  | 798  | 866  | 976  | 1 090 | 1 219 | 1 243 | 1 403 |